# Andreas Eigner
Andreas Eigner (auch Johann Andreas Eigner, * 5. August 1801 in Dietldorf/Oberpfalz (heute Burglengenfeld); † 18. November 1870 in Augsburg) war ein deutscher Restaurator und Konservator in Augsburg.

## Leben
Andreas Eigner wurde in Dietldorf als Sohn eines Eisenwerks- und Gutsbesitzers geboren. Er studierte Medizin in Regensburg, Amberg und Landshut, beendete das Studium aber nicht. In München lernte er Georg von Dillis, den damaligen Direktor der Gemäldesammlungen kennen. Hier arbeitete er sich – wohl als Autodidakt – in die Kunst des Restaurierens ein und wurde bei der Errichtung der Pinakothek in München sowie bei Arbeiten in der Münchener Residenz beschäftigt.
Im Juni 1829 ging er von München nach Augsburg und wurde 1830 Restaurator an der Königlichen Galerie Augsburg. 1832 ernannte man ihn zum Inspektor als Nachfolger von Johann Georg Gündter, 1836 dann zum Conservator. Es gibt wenige Quellen zu seinem Wirken, er restaurierte u. a. die Burgkmair-Fresken am Maximilianmuseum in Augsburg, Wandgemälde in Hellbrunn/Österreich und in Herrenhausen bei Hannover. Auf Vermittlung von Georg von Dillis ließ sich Eigner 1836 von Liberat Hundertpfund porträtieren – durch den Erfolg dieses Bildes ließ sich der Maler in Augsburg für 40 Jahre nieder.
Eigner heiratete 1862 Barbara Schorer und hatte mit ihr zwei Kinder. Er starb am 18. November 1870 in Augsburg.